# Yásnaia Poliana

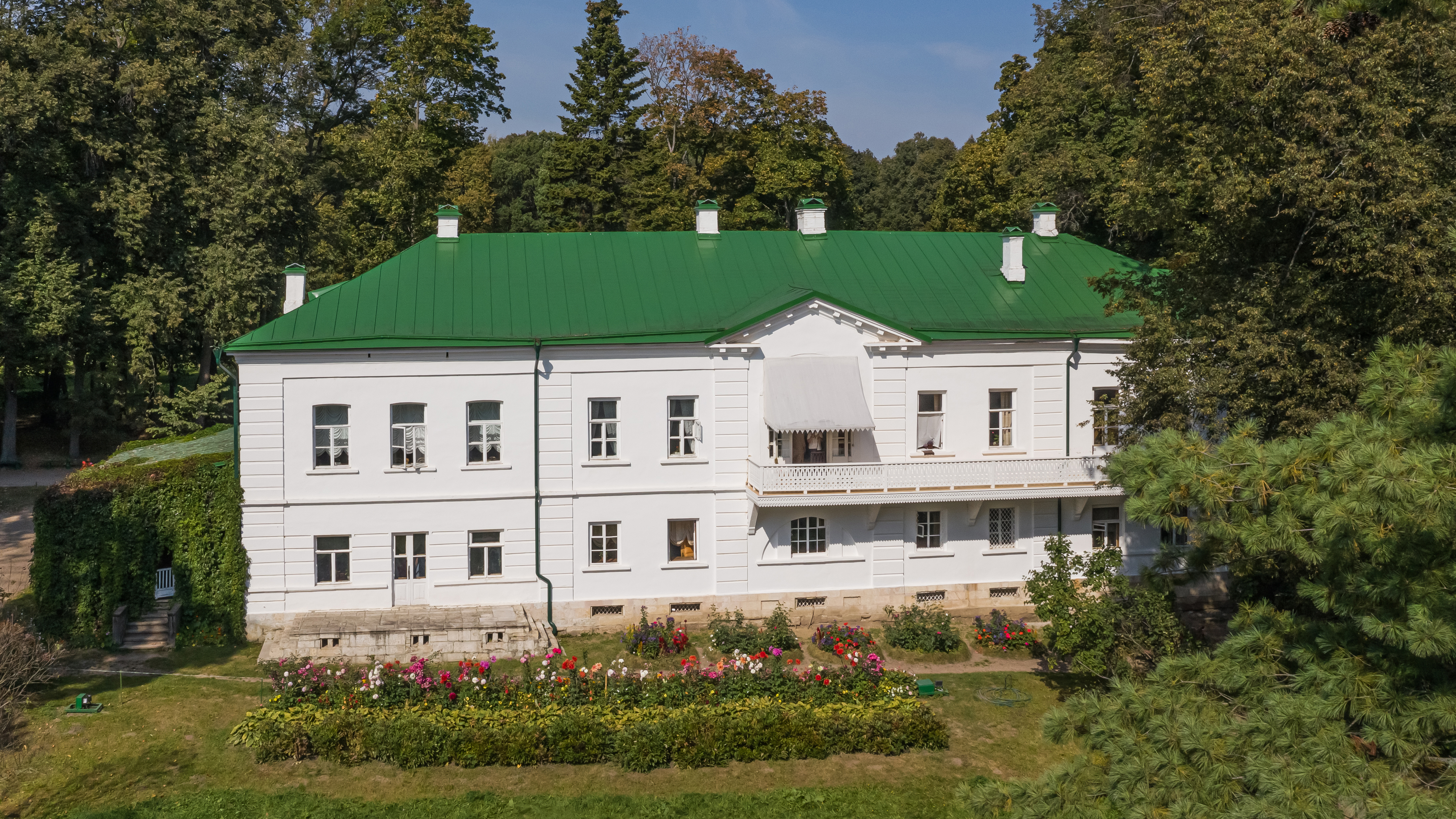
Casa de León Tolstói en Yásnaia Poliana.

Yásnaia Poliana (en ruso: Ясная Поляна, lit. 'Calvero claro') es una finca rural a 12 kilómetros al suroeste de Tula, Rusia. Fue propiedad del escritor León Tolstói, que nació, vivió y fue enterrado allí.
En junio de 1921, la finca fue nacionalizada y se convirtió formalmente en el Monumento Estatal y Reserva Natural «Museo-Finca de L. N. Tolstoi - Yasnaya Polyana». Aleksandra Tolstaya, la hija de Tolstói y su secretaria, fue la primera directora. La directora actual del museo, Yekaterina Tolstaya, también es una descendiente de Tolstói. El museo contiene los efectos y muebles personales de Tolstói, junto con su biblioteca de 22 000 volúmenes. Fue allí dónde Tolstói escribió sus libros celebrados Guerra y Paz y Anna Karénina. En sus instalaciones igualmente Tolstói llevó a cabo una experiencia educativa de carácter libertario.

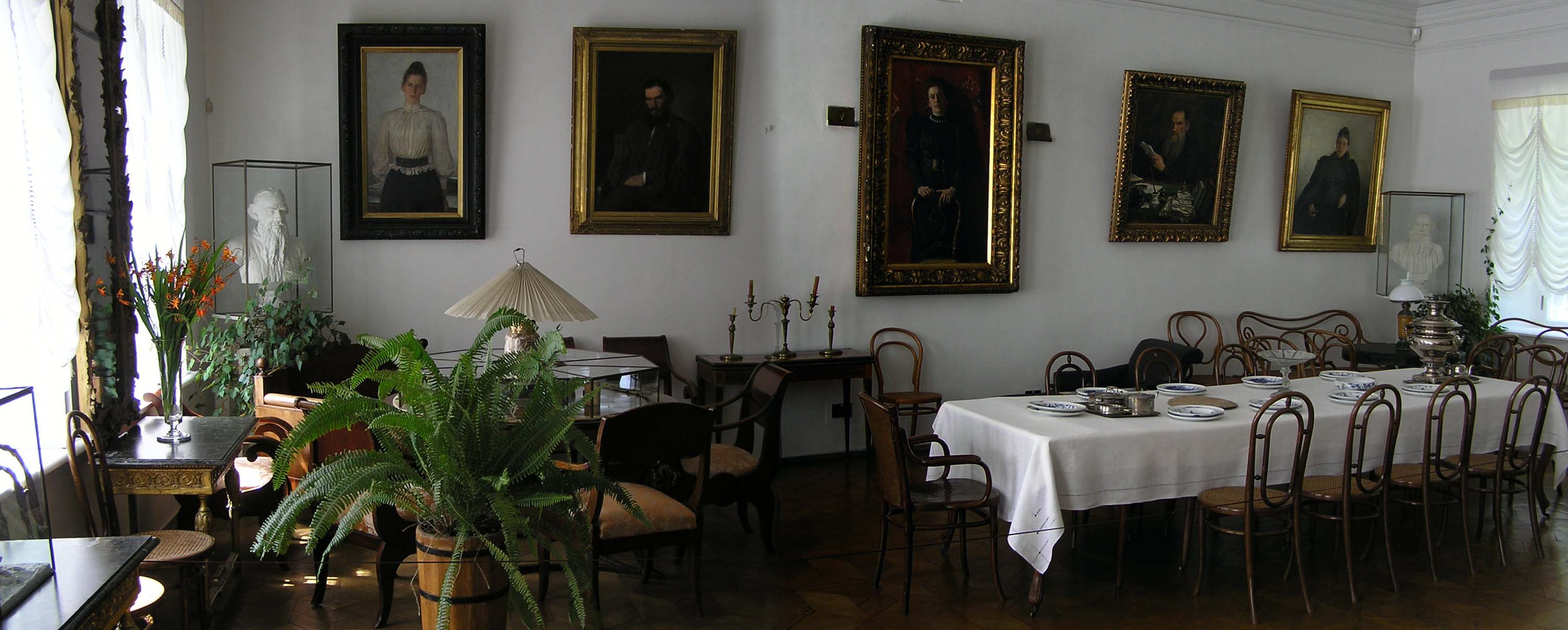
El comedor de Yásnaia Poliana

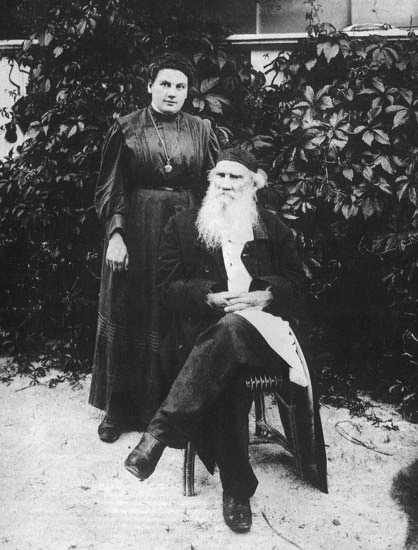
Aleksandra Tolstaya con su padre León Tolstói hacia 1905/1910.

El museo contiene la mansión del escritor, la escuela que fundó para los niños de los campesinos, y un parque con la tumba de Tolstói.
Durante la Segunda Guerra Mundial, específicamente, en los preámbulos de la batalla de Moscú, la finca fue usada como cuartel por los soviéticos y luego abandonada debido al avance enemigo, los artículos más preciosos fueron evacuados por el gobierno estalinista previamente.
La finca y tumba de Tolstoi fue atiborrada de dinamita y transformada en una auténtica mina terrestre por los soviéticos, lista para ser volada al momento de ser profanada al saberse que iba a ser ocupada por las fuerzas alemanas después de la conquista de  Yefrémov (óblast de Tula) y Dedínovo,  a saber por el 2.º cuerpo mecanizado Panzer del general Heinz Guderian quien la ocupó brevemente en noviembre de 1941,  Los alemanes descubrieron y desactivaron los explosivos, reconocieron donde estaban, respetaron el lugar y tumba y la abandonaron sin destruirla.
Después de la guerra, la finca y mansión fueron restauradas para que aparecieran iguales que cuando Tolstói vivía allí, y Yásnaia Poliana sigue siendo una atracción turística muy popular en Rusia.